# Barone de Clifford
Barone de Clifford è un titolo baronale nella Paria d'Inghilterra.

## Storia

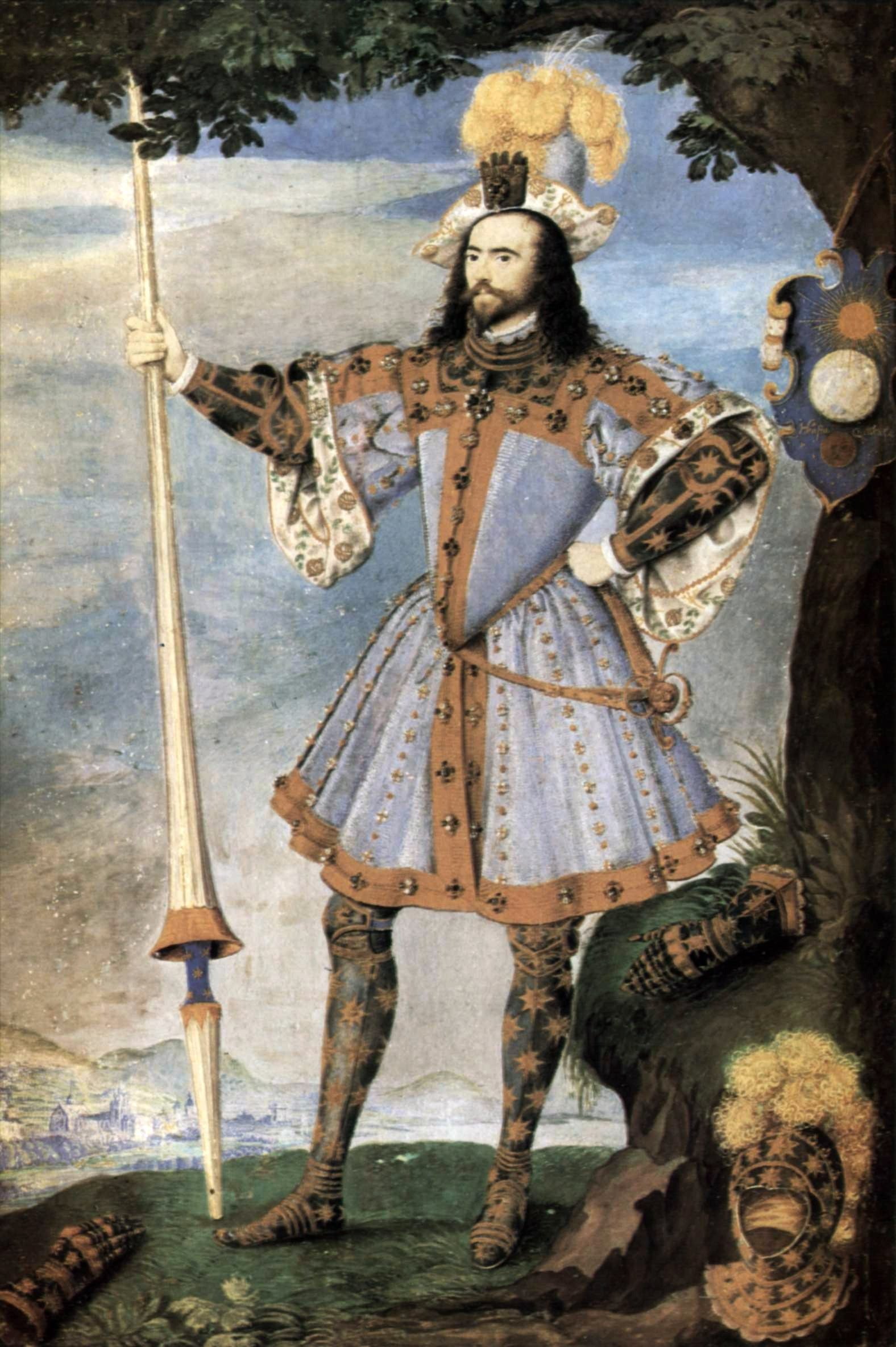
George Clifford, III conte di Cumberland, XIII barone de Clifford

Il titolo venne creato nel 1299 per Robert de Clifford, la cui famiglia si era insediata in Inghilterra dopo la conquista normanna ed appariva già influente nell'alto medioevo inglese. Il primo barone aveva prestato servizio come Conte maresciallo d'Inghilterra ma rimase ucciso nella Battaglia di Bannockburn del 1314. Un suo discendente, l'undicesimo barone, venne creato Conte di Cumberland nel 1525. Il nipote di questi, il terzo conte, fu un noto comandante navale. Alla sua morte, nel 1605, la contea passò a suo fratello minore, il quarto conte (vedi Conte di Cumberland).
La baronìa de Clifford venne pretesa nel 1628 da sua figlia ed unica erede, Anne, ma la Camera dei Lords rimandò la questione lasciando il titolo quiescente sino al 1678, quando Nicholas Tufton, III conte di Thanet, ottenne il titolo divenendo il quindicesimo barone de Clifford. Egli era figlio di lady Margaret Sackville, figlia della già menzionata Anne. Alla morte nel 1721 del fratello minore del conte, il sesto conte, il contado e la baronìa vennero separati. La contea venne ereditata dal nipote dell'ultimo conte, il settimo conte (vedi Conte di Thanet).
La baronìa venne abbandonata alle cinque figlie del conte, Katherine, Anne, Isabel, Margaret e Mary, rimanendo in tal status sino al 1734 quando passò definitivamente alla terza figlia, Margaret, che divenne così la diciannovesima baronessa. Ella era sposata con Thomas Coke, I conte di Leicester. Alla sua morte nel 1775 il titolo cadde nuovamente in abbandono, questa volta tra le sue sorelle ed i suoi eredi. L'abbandono venne terminato l'anno successivo in favore di Edward Southwell, il ventesimo barone. Egli era nipote di lady Catherine Tufton, figlia primogenita del sesto conte di Thanet. Questi venne succeduto da suo figlio, il ventunesimo barone. Dal momento che questi non ebbe figli, alla sua morte nel 1832 la baronìa cadde in abbandono tra le sue sorelle Sophia e Elizabeth e gli eredi dell'ormai defunta Catherine.
Il titolo venne riscattato nel 1833 in favore di Sophia, ventiduesima detentrice del titolo. Ella era del resto l'unica figlia sopravvissuta di Catherine e di suo marito George Coussmaker. Lady de Clifford era a sua volta sposata con John Russell, figlio terzogenito di Lord William Russell, figlio terzogenito a sua volta di Francis Russell, marchese di Tavistock, a sua volta figlio primogenito ed erede di John Russell, IV duca di Bedford. Ella venne succeduta da suo figlio, il ventitreesimo barone. Questi fu parlamentare e rappresentò le costituenti di Tavistock per il partito liberale. Ad oggi il detentore del titolo è il ventisettesimo barone, succeduto a suo padre nel 1982.
Altri membri della famiglia vennero creati baroni con titoli come Barone Clifford e Barone Clifford di Chudleigh, e baronetti coi titoli di Baronetti Clifford di Flaxbourne, Nuova Zelanda, Baronetti Clifford della Marina e Baronetti Clifford-Constable di Tixall, Staffordshire

## Baroni de Clifford (1299)
- Robert de Clifford, I barone de Clifford (1274–1314)
- Roger de Clifford, II barone de Clifford (1299–1322)
- Robert de Clifford, III barone de Clifford (1305–1344)
- Robert de Clifford, IV barone de Clifford (1329–1344)
- Roger de Clifford, V barone de Clifford (1333–1389)
- Thomas Clifford, VI barone Clifford (1363–1391)
- John Clifford, VII barone de Clifford (1388–1422)
- Thomas Clifford, VIII barone de Clifford (1414–1455)
- John Clifford, IX barone de Clifford (1435–1461)
- Henry Clifford, X barone de Clifford (1454–1524)
- Henry Clifford, I conte di Cumberland, XI barone de Clifford (1493–1542)
- Henry Clifford, 2nd Earl of Cumberland, XII barone de Clifford (1517–1569)
- George Clifford, 3rd Earl of Cumberland, XIII barone de Clifford (1558–1605) (quiescente sino al 1678)
- Anne Herbert, XIV baronessa de Clifford (1590–1676) (riconosciuto nel 1649 sebbene preteso dal 1628)
- Nicholas Tufton, III conte di Thanet, XV barone de Clifford (1631–1679) (dal 1678)
- John Tufton, IV conte di Thanet, XVI barone de Clifford (1638–1680)
- Richard Tufton, 5th Earl of Thanet, XVII barone de Clifford (1640–1684)
- Thomas Tufton, 6th Earl of Thanet, XVIII barone de Clifford (1644–1721) (abbandonato nel 1721)
- Margaret Coke, XIX baronessa de Clifford (1700–1775) (dal 1734; abbandonato nel 1775)
- Edward Southwell, XX barone de Clifford (1738–1777) (dal 1776)
- Edward Southwell, XXI barone de Clifford (1767–1832) (abbandonato nel 1832)
- Sophia Coussmaker, XXII baronessa de Clifford (1791–1874) (dal 1833)
- Edward Southwell Russell, XXIII barone de Clifford (1824–1877)
- Edward Southwell Russell, XXIV barone de Clifford (1855–1894)
- Jack Southwell Russell, XXV barone de Clifford (1884–1909)
- Edward Southwell Russell, XXVI barone de Clifford (1907–1982)
- John Edward Southwell Russell, XXVII barone de Clifford (1928-2018)
- Miles Edward Southwell Russell, XXVIII barone de Clifford (n.1966)

L'erede presunto è il figlio dell'attuale detentore del titolo, l'onorevole Edward Southwell Russell (n. 1998).